# Střelské Hoštice

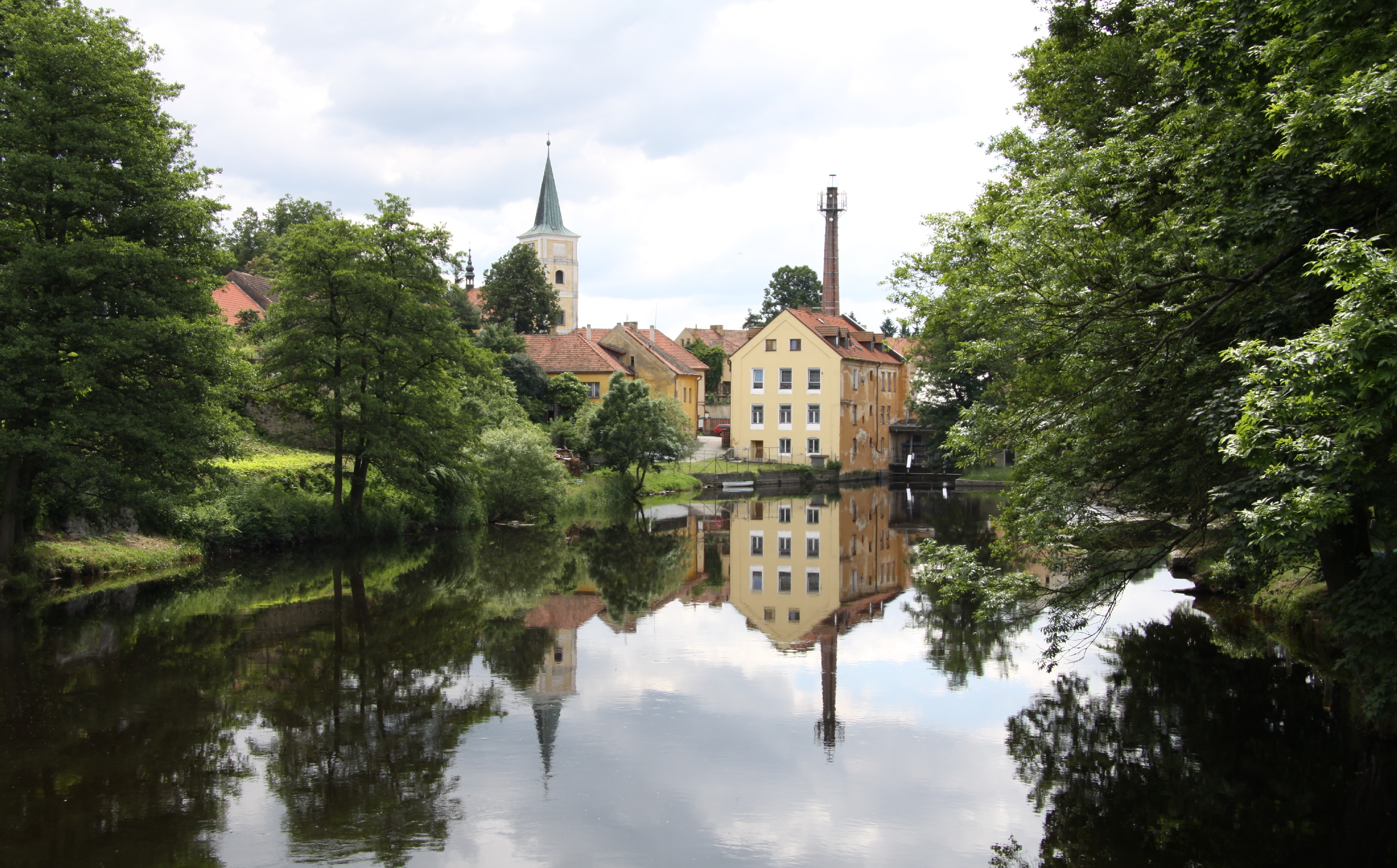
Otava Fluss

Střelské Hoštice [ˈstr̝̊ɛlskɛː ˈɦɔʃtɪt͡sɛ] (deutsch Strahl-Hoschtitz) ist eine Gemeinde in der Region Jihočeský kraj (Südböhmische Region) und gehört zum Okres Strakonice.

## Geographie

### Geographische Lage
Die Gemeinde liegt am linken Ufer des Flusses Otava fünf Kilometer südöstlich der Kleinstadt Horažďovice.

### Gemeindegliederung
Die Gemeinde Střelské Hoštice besteht aus den Ortsteilen Kozlov (Koslau), Sedlo (Sattel), Střelskohoštická Lhota (Lhota b. Strahl-Hoschtitz) und Střelské Hoštice (Strahl-Hoschtitz).

## Geschichte
Die Anfänge der Ortschaft, die damals noch Hoštice hieß, liegen im 13. Jahrhundert. In der Zeit der Zugehörigkeit zur Herrschaft Střela wurde das Dorf als Střelohoštice bezeichnet. Seit 1924 wird der Ort als Střelské Hoštice bezeichnet.
Erhalten ist noch ein Renaissanceschloss aus der Mitte des 16. Jahrhunderts. Nach Umbauten 1928 und in den 1950er Jahren, als das Militär Besitzer war, wird nun versucht die alte Bausubstanz zu erhalten. Die im klassizistischen Stil erbaute Kirche St. Martin entstand im 19. Jahrhundert.
In der Umgebung von Střelské Hoštice am Fluss Otava sind noch Spuren aus der Zeit der Goldwäscherzeit zu erkennen.